# 鄧氏淵海龍
鄧氏淵海龍（学名：Bryx dunckeri），为輻鰭魚綱棘背魚目海龍魚科的其中一種，分布於西大西洋區，包括加拿大、美國、加勒比海等海域，體長可達7.5公分，棲息在水淺的海草床，卵胎生。